# Manjhanpur
Manjhanpur é uma cidade e uma nagar panchayat no distrito de Kaushambi, no estado indiano de Uttar Pradesh.

## Geografia
Manjhanpur está localizada a 25° 32′ N, 81° 23′ L. Tem uma altitude média de 90 metros (295 pés).

## Demografia
Segundo o censo de 2001, Manjhanpur tinha uma população de 14,150 habitantes. Os indivíduos do sexo masculino constituem 53% da população e os do sexo feminino 47%. Manjhanpur tem uma taxa de literacia de 55%, inferior à média nacional de 59.5%: a literacia no sexo masculino é de 64% e no sexo feminino é de 44%. Em Manjhanpur, 17% da população está abaixo dos 6 anos de idade.